# Torre della Cacciarella
La Torre della Cacciarella è una torre costiera situata nel comune di Monte Argentario, lungo il tratto costiero occidentale del promontorio dell'Argentario.

## Storia

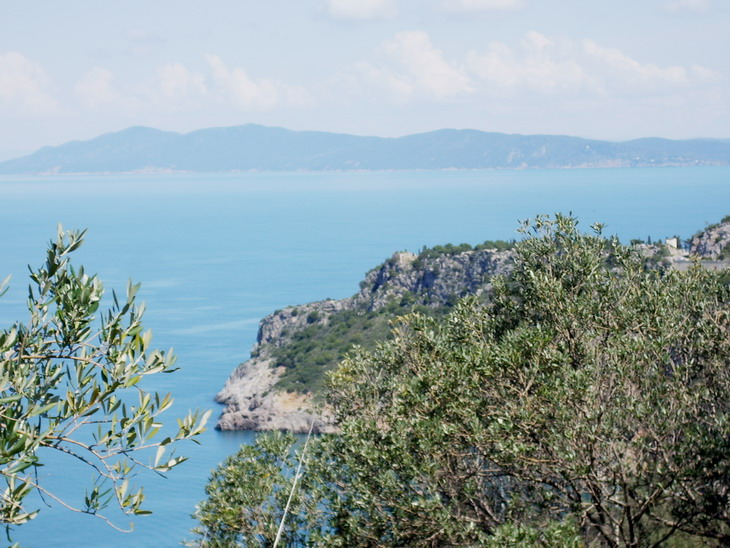
La Torre della Cacciarella vista da sud

La torre fu costruita poco dopo la metà del Cinquecento dagli Spagnoli, quando ormai l'intero territorio apparteneva allo Stato dei Presidii.
Poco dopo la sua costruzione, la struttura difensiva costiera subì un tentativo di assalto condotto dal pirata Aydin Rais, che però venne contenuto dalle guarnigioni che vi prestavano servizio.
La struttura conservò praticamente intatti gli originari elementi architettonici fino all'Ottocento, epoca in cui furono effettuati alcuni interventi di ristrutturazione, che culminarono nel 1825 con la costruzione di una cappella annessa e di un'altra struttura con funzioni di avvistamento. Il complesso difensivo venne abbandonato alla fine del medesimo secolo a seguito della sua dismissione.

## Descrizione
La Torre della Cacciarella sorge in posizione dominante su un promontorio che domina l'omonima cala sottostante, all'interno di una vasta proprietà privata.
La struttura difensiva costiera, parzialmente crollata a seguito del lungo periodo di degrado conseguente al suo abbandono, conserva unicamente l'originario basamento a scarpa a sezione quadrata, con mura massicce rivestite in pietra, ove si apre al pian terreno un'apertura ad arco tondo, preceduta da una coppia di gradini, che in passato costituiva un accesso secondario alla torre. L'ingresso principale si trovava infatti al piano rialzato ed era raggiungibile attraverso una perduta rampa di scale che culminava con un ponte levatoio.
Attorno al rudere, sono presenti resti di cortine murarie che cingevano originariamente la torre costiera.